# (9584) Louchheim
(9584) Louchheim (1990 OL4) – planetoida z pasa głównego asteroid okrążająca Słońce w ciągu 3,77 lat w średniej odległości 2,42 j.a. Odkryta 25 lipca 1990 roku.